# 釘ナイフ
釘ナイフ（くぎナイフ）、または釘手裏剣とは、大きめの釘を材料として作られる刃物。主に簡易なナイフの代用品として、あるいは玩具としての手裏剣として工作少年らによって制作されていた。
21世紀初頭の現代においては、中高年層に少年時代の郷愁を持って語られたり、あるいは好事家が鍛造の余技として製作していたりする。

## 概要
釘ナイフは、軟鉄であるところの釘を加工して作られる簡易な刃物で、幾ら研磨加工で尖らせても簡単に鈍ってしまうような実用性の低いものであったが、まま男児の「ちょっと物騒な遊び」の範疇ではしばしば好まれて製作されたり、これを投げナイフのように投擲して木の板などに突き立てるなどして遊んでいたものである。なお投げて遊ぶ範疇では、釘手裏剣とも呼ばれた。
材料は主に五寸釘など大きな釘で、主に家屋の解体現場で捨てられた古釘などを拾ってきて利用する廃物利用である。これを金床の上で金槌で叩いたり、より物騒ではあるが路面電車など鉄道のレールの上に置いて鉄輪に轢かせて平たくすることも行われた。釘を平たく伸した後に、コンクリートなどの平坦な面や家庭にある砥石で研いで刃付けをする。これらの工程においては浸炭など硬化処理は望むべくも無いが、子供によっては硬くなることを期待し生半な知識でガス焜炉の焔で焙ったり（ただし焼鈍しにしかならないので加工性は上がるが耐久性は下がる）する者もいた。
今日好事家が製作するところとしては、本格的に鍛造するケースもあるようで、インターネット上のブログなど方々に自作釘ナイフの発表も見出せる。また、子供の遊びとしてかつて子供の頃に作ったりした大人が子供に作り方を伝える催しも方々であるらしく、これまたそういった催しに関するウェブサイトも見受けられる。